# Велика Арда
Велика А́рда (рос. Большая Арда, марій. Курыктӱр) — присілок у складі Кілемарського району Марій Ел, Росія. Входить до складу Ардинського сільського поселення.

## Населення
Населення — 132 особи (2010; 130 у 2002).
Національний склад (станом на 2002 рік):
- марі — 80 %